# Guillaume de Châtillon
 (août 2025).
Si vous disposez d'ouvrages ou d'articles de référence ou si vous connaissez des sites web de qualité traitant du thème abordé ici, merci de compléter l'article en donnant les références utiles à sa vérifiabilité et en les liant à la section « Notes et références ».
Cet article possède un paronyme, voir Guillaume de Châtillon-Blois.
Guillaume de Châtillon-Jaligny, mort le 3 août 1285, est un prélat français du XIIIe siècle . 

## Biographie
Fils d'Hugues Ier de Châtillon, seigneur de Jaligny, Guillaume est chantre à l'église d'Auxerre et chanoine à Laon.
Il est évêque de Laon de 1280 (ou 1279) jusqu'à sa mort en 1285.
En 1282, il veut étendre la justice et le ressort de son duché au-delà des limites légitimes, mais le bailli du Vermandois met obstacle à ses desseins, au nom du roi Philippe III, et lui fait à cet égard une remontrance.